# 艾伯特·齐克尔
艾伯特·齐克尔（英語：Albert Zirkel，1884年10月23日—1945年2月3日），美国前男子摔跤运动员。他曾代表美国参加1904年夏季奥林匹克运动会摔跤比赛，获得男子自由式轻量级铜牌。